# Alexander Pagenstecher

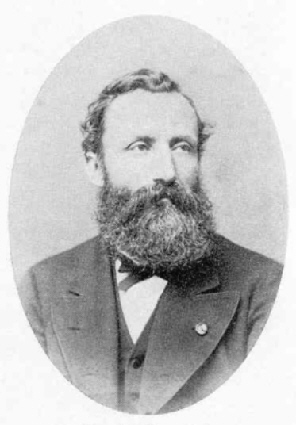
Alexander Pagenstecher.

Friedrich Herman Alexander Pagenstecher, född 21 april 1828 i Wallau, död 31 december 1879 i Wiesbaden, var en tysk oftalmolog.
Pagenstrecker var verksam i Wiesbaden och gjorde sig mest känd för den efter honom benämnda gula ögonsalvan, kvicksilveroxidsalva. Salvan användes främst vid en del ögonsjukdomar dels på ögonlockens kanter och insida, dels på själva ögats yta. Dess verkan är dels antiseptisk, dels även i vissa fall lindrigt etsande. Han uppfann även en metod att vid starroperation extrahera linsen med dess kapsel.